# Tàxiles (rei)
Tàxiles (Ταξίλης) fou un rei indi que va governar les terres entre l'Indus i l'Hidaspes. Governava al temps de l'expedició d'Alexandre el Gran (327 aC). El seu nom real grec era Mofis o Omfis i el malnom de Tàxiles li donaven els grecs per la seva capital, Tàxila.
Era rival del rei Porus de Gandaris que tenia els seus territoris a l'est de l'Hidaspes. Va enviar una ambaixada a Alexandre quan aquest era a Sogdiana i li va oferir assistència i suport; quan Alexandre es va acostar al seu regne li va sortir al pas amb rics presents i es va posar amb les seves forces al seu servei; va ajudar a Hefestió de Pel·la i Perdicas d'Orèstia a construir un pont sobre l'Indus, i va aprovisionar a les tropes; Alexandre i el seu exèrcit foren acollits a la capital Tàxila amb demostracions d'amistat.
En el següent avanç del rei macedoni, Tàxiles el va acompanyar amb 5.000 homes i va participar en la batalla de l'Hidaspes; després fou enviat a perseguir a Porus, al qual se li va encarregar d'oferir termes de pau favorables; en la persecució va estar a punt de perdre la vida. Més tard Porus i Tàxiles es van reconciliar per la mediació d'Alexandre.
Tàxiles va ajudar a equipar la flota construïda l'Hidaspes. Alexandre li va concedir el govern del territori entre l'Indus i l'Hidaspes; a la mort del sàtrapa Filip, fill de Macates, va adquirir nous territoris i a la mort del mateix Alexandre va conservar els seus dominis. A Triparadisos (321 aC) fou altre cop confirmat però al cap de poc temps Tàxiles ja no s'esmenta i el govern apareix en mans del general macedoni Eudem. La sort de Tàxiles (mort natural, deposició...) no és esmentada per cap autor.